# Estany de les Truites

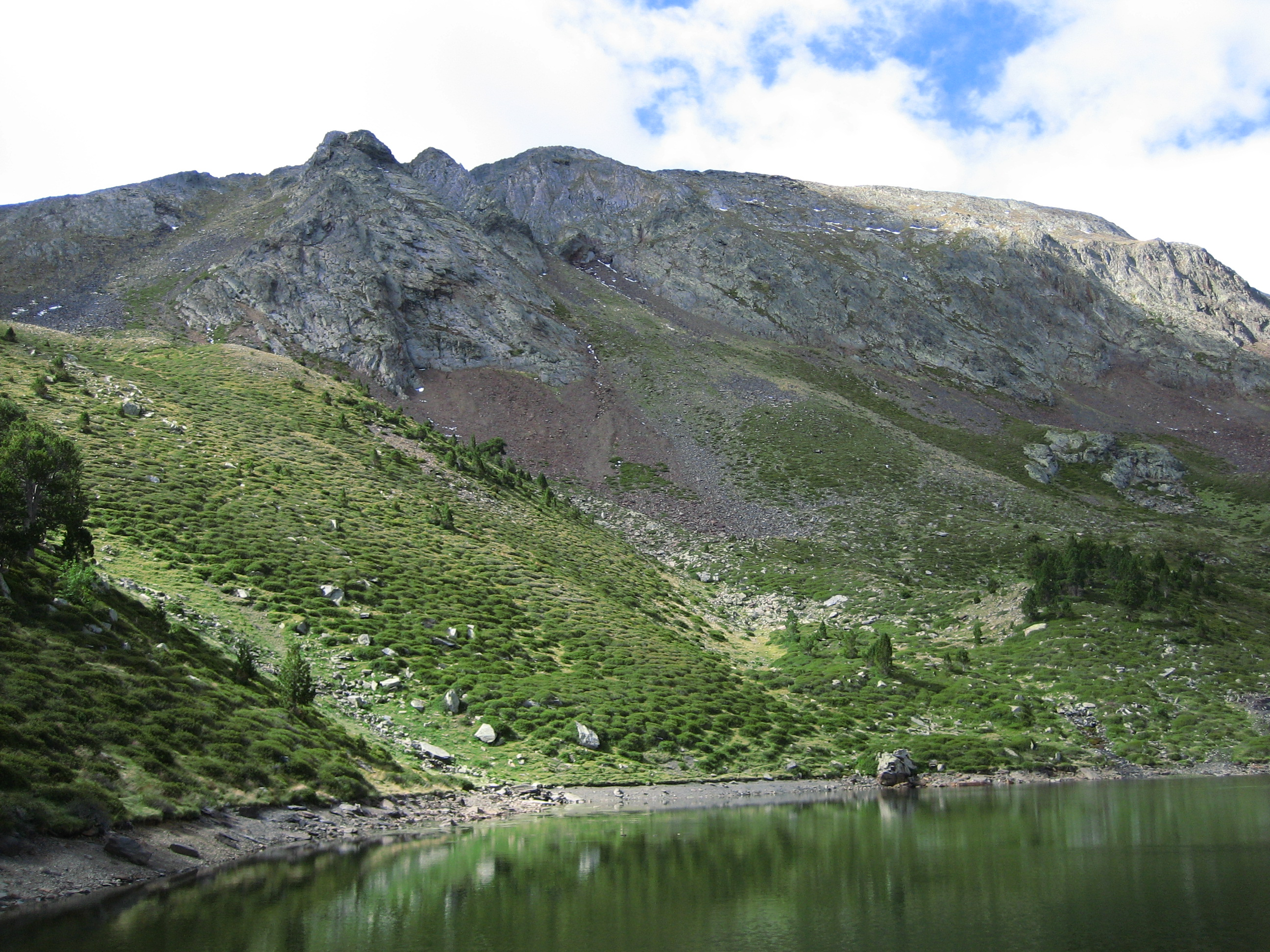

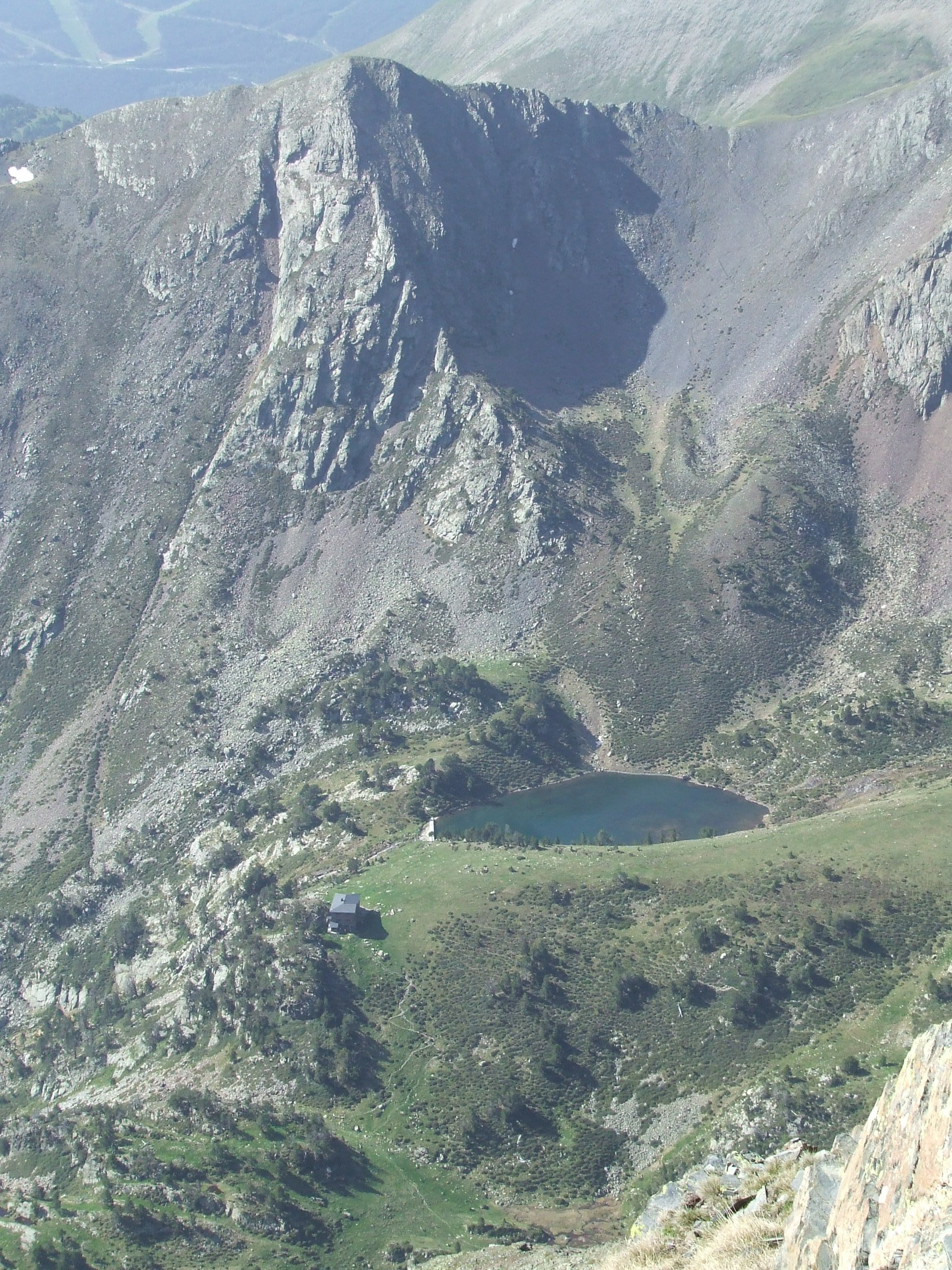
Het Estany de les Truites met de Pic dels Aspres en, links onderaan, het Refugi de Comapedrosa.

Het Estany de les Truites (Catalaans voor 'forellenmeertje') is een klein bergmeer aan de voet van de Pic dels Aspres nabij Arinsal in de Andorrese parochie La Massana.
In het meer komt de beekforel voor.

## Omgeving
Het Estany de les Truites is gelegen ten westen van het centrum van Arinsal, circa 200 meter links van het GR11-wandelpad die het centrum van Arinsal met de top van de Pic de Comapedrosa verbindt. Net ten noorden ervan bevindt zich de berghut Refugi de Comapedrosa. Het meer wordt gevoed door een onbeduidend bergstroompje dat ten zuidwesten ervan ontstaat, en wordt afgewaterd door een zijrivier van de Riu de Comapedrosa, die verder oostelijk met de Riu del Pla de l'Estany samenvloeit en zo de Riu Pollós vormt.
Basses de l'Estany Negre · Basses del Ruf · Estany de les Truites · Estany del Port Dret · Estany Negre · Estanys de Montmantell · Estanys Forcats